# Bryan Aldave
Bryan Aldave, vollständiger Name Bryan Maximiliano Aldave Benítez, (* 29. September 1983 in Montevideo) ist ein uruguayischer ehemaliger Fußballspieler.

## Karriere
Der je nach Quellenlage 1,86 Meter oder 1,87 Meter große Offensivakteur Aldave spielte ab der Apertura 2001 bis in die Clausura 2003 beim uruguayischen Erstligisten Montevideo Wanderers. Im Jahr 2003 sind dort 22 Ligaeinsätze und zwei erzielte Treffer für ihn verzeichnet. Während des Torneo Clasificatorio 2004 stand er in Reihen des Rocha FC und bestritt 16 Erstligaspiele (kein Tor). Anschließend folgten 2005 zwei Stationen im Ausland. Estudiantes de Mérida in Venezuela und CD Cobreloa in Chile waren seine Arbeitgeber. Bei letztgenanntem Verein wird ein absolviertes Ligaspiel für ihn geführt. In der Saison 2006/07 trat er wieder für den Rocha FC in der Primera División an. 15 torlose Erstligaspiele stehen dort für ihn zu Buche. Sodann stand er 2007 beim Trujillanos FC in Kolumbien unter Vertrag, für den er in der Apertura 2007 in 13 Ligapartien (kein Tor) auflief. In der Spielzeit 2007/08 stehen elf Spiele und drei Tore beim südafrikanischen Klub Mamelodi Sundowns FC für Aldave zu Buche. Auch in der Folgesaison wird er dort – allerdings ohne weitere Einsätze – geführt. In den drei Halbserien Clausura 2009, Apertura 2009 und Clausura 2010 stand er erneut bei Estudiantes de Mérida unter Vertrag. Insgesamt werden 40 Einsätze und zwölf Tore in der Ersten Liga bei dieser zweiten Station für ihn geführt. In der Spielzeit 2010/11 folgten zwölf Erstligapartien für den Zamora FC (ein Tor).
Seinen nächsten Vertrag unterzeichnete er beim bolivianischen Verein Nacional Potosí, für den er 2011 in 14 Ligaspielen auflief und sechs Tore schoss. 2011/12 kamen weitere acht bestrittene Begegnungen mit fünf Torerfolgen hinzu. 2012 wechselte er zu Deportivo Pasto, wurde jedoch in jenem Jahr nur in einer Ligapartie eingesetzt. 2012/13 schoss er fünf Tore in 16 Spielen für den Monagas Sport Club. Im August 2013 kehrte er dann nach Uruguay zurück. Dort war Centro Atlético Fénix in der Apertura 2013 sein Arbeitgeber. Ein Tor bei fünf Einsätzen in der Primera División weist seine Einsatzstatistik dort aus. Im Januar 2014 schloss er sich abermals Nacional Potosí an. Bei den Bolivianern sind in der Saison 2013/14 21 Ligaspiele und neun Tore für ihn verzeichnet. Damit war er erfolgreichster Torschütze seiner Mannschaft. Anschließend wechselte er nach Brasilien in die Serie B zu Portuguesa. Dort absolvierte er sieben Partien (kein Tor) in der Serie B.
Ab Mitte Januar 2015 setzte er seine Karriere in Indonesien bei Persiba Balikpapan fort. In der zweiten Märzhälfte 2015 schloss er sich dem uruguayischen Erstligisten Sud América an, für den er in der Clausura 2015 fünfmal (kein Tor) in der Primera División auflief. In der Spielzeit 2015/16 bestritt er elf Erstligapartien (ein Tor). Anfang Februar 2016 wechselte er zum Zweitligisten Central Español, lief in der Clausura 2016 elfmal in der Liga auf und traf dreimal ins gegnerische Tor. Ende August 2016 schloss er sich Alfredo Salinas in Peru an. Beim Zweitligisten erzielte er einen Treffer bei fünf Ligaeinsätzen. Im März 2017 verpflichtete ihn der ebenfalls in der zweithöchsten peruanischen Spielklasse antretende Verein Santa Rosa, bei dem er in zwölf Ligaspielen auflief und drei Tore schoss. Am Ende der Saison 2017 beendete der Mittelstürmer seine Karriere.